# Wijdemeren
Wijdemeren – gmina w Holandii, w prowincji Holandia Północna.

## Miejscowości
Ankeveen, Boomhoek, Breukeleveen, 's-Graveland, Kortenhoef, Loosdrecht, Muyeveld, Nederhorst den Berg, Overmeer.